# St. Bruno (Giżycko)
Die Kirche St. Bruno in  deutsch Lötzen (Giżycko) ist einer der wenigen Kirchenbauten aus der Zeit des Nationalsozialismus in Deutschland. Sie war bis 1945 die einzige katholische Kirche im Kreis Lötzen und ist heute eine von vielen Pfarrkirchen in der Stadt und in der Landgemeinde Giżycko in der polnischen Woiwodschaft Ermland-Masuren.

## Geographische Lage
Die Stadt Giżycko liegt im nördlichen Osten der Woiwodschaft Ermland-Masuren in der Masurischen Seenplatte (polnisch Pojezierze Mazurskie) zwischen dem Mauersee (Jezioro Mamry) und dem Löwentinsee (Jezioro Niegocini). Die Kirche St. Bruno befindet sich im nördlichen Wohnviertel an der ulica Pionierska in unmittelbarer Nachbarschaft der Kirche „Św. Kazimierza Królewicza“.

## Kirchengebäude
Nach mehreren Jahrhunderten der Entbehrung eines eigenen Gotteshauses in Lötzen konnten die katholischen Kirchenglieder endlich aufatmen: Am 23. August 1936 erfolgte die Grundsteinlegung zu einem Kirchenneubau. Er sollte die von 1907 bis 1909 errichtete, viel zu kleine Kapelle im Ort ersetzen.
In einer Bauzeit von nur einem Jahr entstand der Bau nach den Plänen des Architekten Martin Weber aus Frankfurt am Main unter der örtlichen Bauleitung des Lötzener Architekten Franz Lebzelter. Am 8. August 1937 erhielt die neue Kirche ihre Weihe und wurde dem Schutzpatronat des vermutlich nahe Lötzen umgekommenen Bischofs und Märtyrers Brun von Querfurt unterstellt.
Bei dem Gebäude, das auch „St.-Bruno-Gedächtniskirche“ hieß, handelte es sich um einen massiv gebauten verputzten Bau mit seitlich vorgesetztem aber das Kirchenschiff nur mit dem Dachaufbau überragenden Turm. Das ursprüngliche Sgraffito an der Giebelseite aus dem Jahr 1937 mit der Darstellung des heiligen Brun von Querfurt zwischen einem Ordensritter und einem Soldaten, von Theo M. Landmann, einem gebürtigen Danziger, wurde 1945 entfernt und durch eine neue Arbeit ersetzt.

## Kirchengemeinde
Seit dem 20. Juni 1910 bestand in Lötzen eine römisch-katholische Gemeinde. Bis dahin wurden die Kirchenglieder von Rößel (polnisch Reszel) aus betreut. In früheren Jahrhunderten nahmen Geistliche des Klosters Heilige Linde (Swięta Lipka) die Versorgung wahr.
Die Pfarrgemeinde Lötzen war bis 1945 in das Dekanat Masuren II mit Sitz in Johannisburg (Pisz) innerhalb des Bistums Ermland eingegliedert. Ihr Pfarrbezirk schloss 179 Orte, Ortschaften und Wohnplätze ein.
Heute ist die Parafia p.w. św. Brunona Biskupa i Męczennika („Pfarrei des Hl. Bruno, des Bischofs und Märtyrers“) eine von fünf katholischen Kirchen in der Stadt Giżycko, hinzu kommen drei weitere Kirchen (mit zwei Kapellen) in der Gmina Giżycko. Sie gehören zu zwei Dekanatsbezirken in Giżycko. Die Pfarrkirche St. Bruno ist in den Dekanatsbezirk Giżycko – św. Szczepana Męczennika („St. Stephanus, Märtyrer“) im Bistum Ełk (Lyck) der Römisch-katholischen Kirche in Polen eingegliedert.